# Años 60 a. C.
Los años sesenta antes de Cristo comenzaron el 1 de enero del 69 a. C. y terminaron el 31 de diciembre del 60 a. C.

## Acontecimientos
- 70 a. C.: en Shandong (China) se registra un terremoto de magnitud 7 en la escala sismológica de Richter (I=9), desprendimiento de tierra (freshet). Deja un saldo de 6000 víctimas.[1]

- 69 a. C.: en Antioquía (Turquía) y Siria un terremoto deja un saldo de 17.000 víctimas. (Ver Lista de terremotos desde el III milenio a. C. hasta el siglo IX d. C.).
- 61 a 60 a. C.: Julio César, propretor de Hispania Ulterior.[2]